# 寝屋川公園駅
寝屋川公園駅（ねやがわこうえんえき）は、大阪府寝屋川市打上元町にある、西日本旅客鉄道（JR西日本）片町線（学研都市線）の駅である。駅番号はJR-H32。寝屋川市内で唯一のJR駅である。

## 歴史

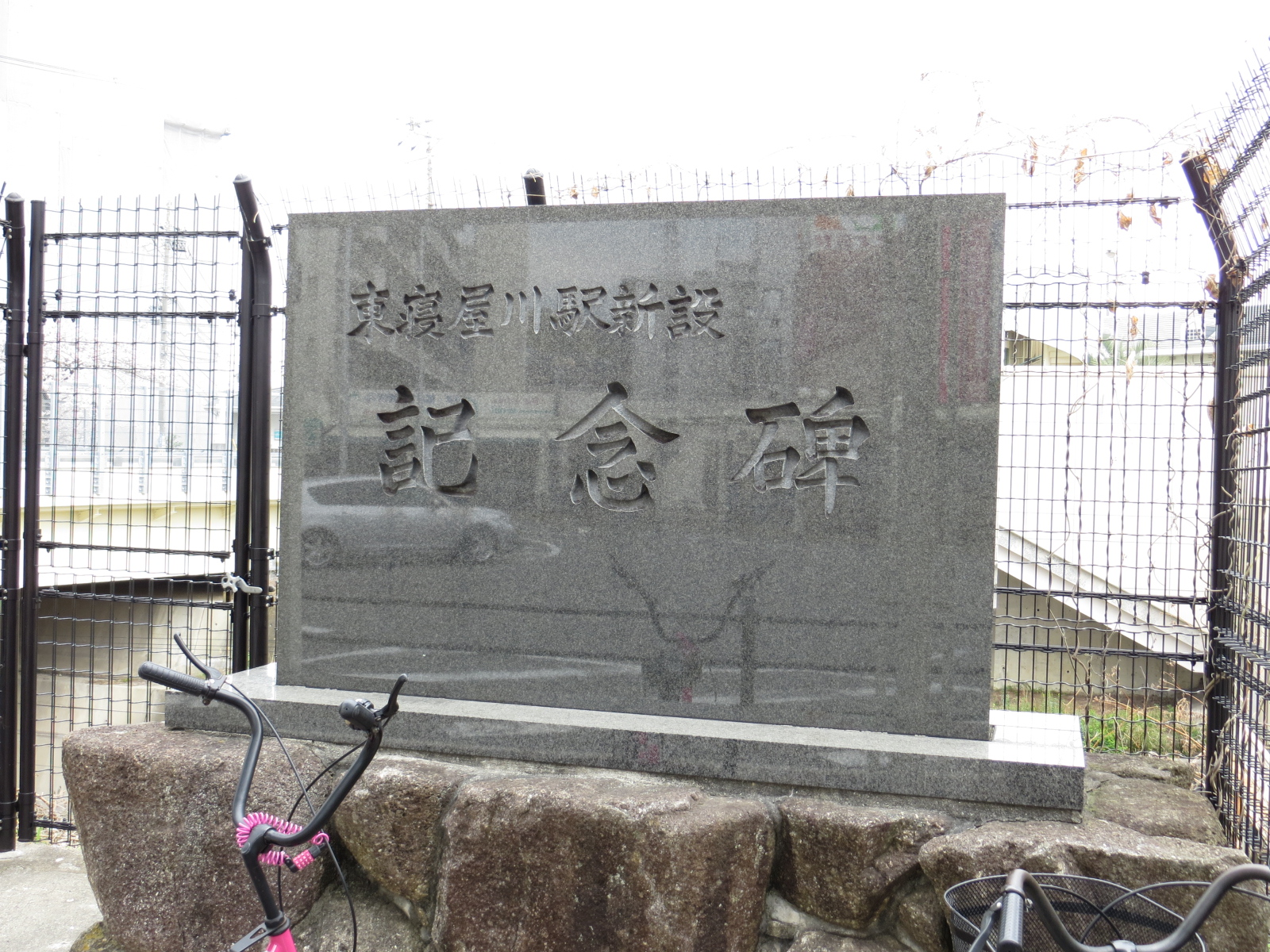
東寝屋川駅新設記念碑（2013年3月）

それまで通過するだけであった寝屋川市に初めての国鉄駅として、片町線の複線化に合わせて設置され、約4.5億円の建設費および駅周辺の整備費用は全額地元負担で建設された。

### 年表
- 1979年（昭和54年）10月1日：東寝屋川駅（ひがしねやがわえき）として国鉄片町線の星田駅 - 忍ケ丘駅間に新設開業[1]。
- 1987年（昭和62年）4月1日：国鉄分割民営化により、JR西日本の駅となる[1]。
- 1988年（昭和63年）3月13日：路線愛称の制定により、「学研都市線」の愛称を使用開始。
- 1997年（平成9年）3月8日：Jスルーを導入[4]。
- 2003年（平成15年）11月1日：ICカード「ICOCA」の利用が可能となる[5]。
- 2011年（平成23年）3月8日：JR宝塚・JR東西・学研都市線運行管理システム導入。接近メロディ導入。
- 2018年（平成30年）
  - 3月9日：みどりの窓口の営業を終了[6]。
  - 3月10日：みどりの券売機プラスの利用を開始[6]。
  - 3月17日：駅ナンバリングが導入され、使用を開始。
- 2019年（平成31年）3月16日：駅名を寝屋川公園駅に改称[7]。
- 2024年（令和6年）10月31日：みどりの券売機プラスを撤去[8]。
- 2025年（令和7年）7月1日：終日無人化[9]。

### 駅名改称
開業当初から駅名は東寝屋川駅だったが、寝屋川市内には「東寝屋川」という地名がなく、地元住民から駅名変更を求める声が上がっており、2016年から寝屋川市とJR西日本が協議を行っていた。2018年11月20日、JR西日本と寝屋川市は「まちづくり連携協定」を締結し、2019年春に寝屋川公園駅に改称すると発表した。府営寝屋川公園の最寄り駅であることが由来。そして、2019年3月16日のダイヤ改正に合わせて改称された。駅名改称にかかる費用1.2億円は市側が負担した。

## 駅構造
島式ホーム1面2線を有する駅で、分岐器や絶対信号機がない停留所に分類される。ホームが打上トンネルと掘削の区間内にあるので、地上駅舎からホームに降りるタイプの駅である。改札口は1ヶ所のみ。下り方面のホームの一部には、ホーム柵が設けられている。
四条畷駅が管理している無人駅。改札機・券売機・精算機付近にはインターホンがあり、コールセンターのオペレーターが対応し各種機器を遠隔制御している。エレベーター設置。

### のりば
| のりば | 路線       | 方向 | 行先               |
| ------ | ---------- | ---- | ------------------ |
| 1      | 学研都市線 | 下り | 四条畷・京橋方面   |
| 2      | 学研都市線 | 上り | 同志社前・木津方面 |

- 上表の路線名は旅客案内上の名称（愛称）で表記している。

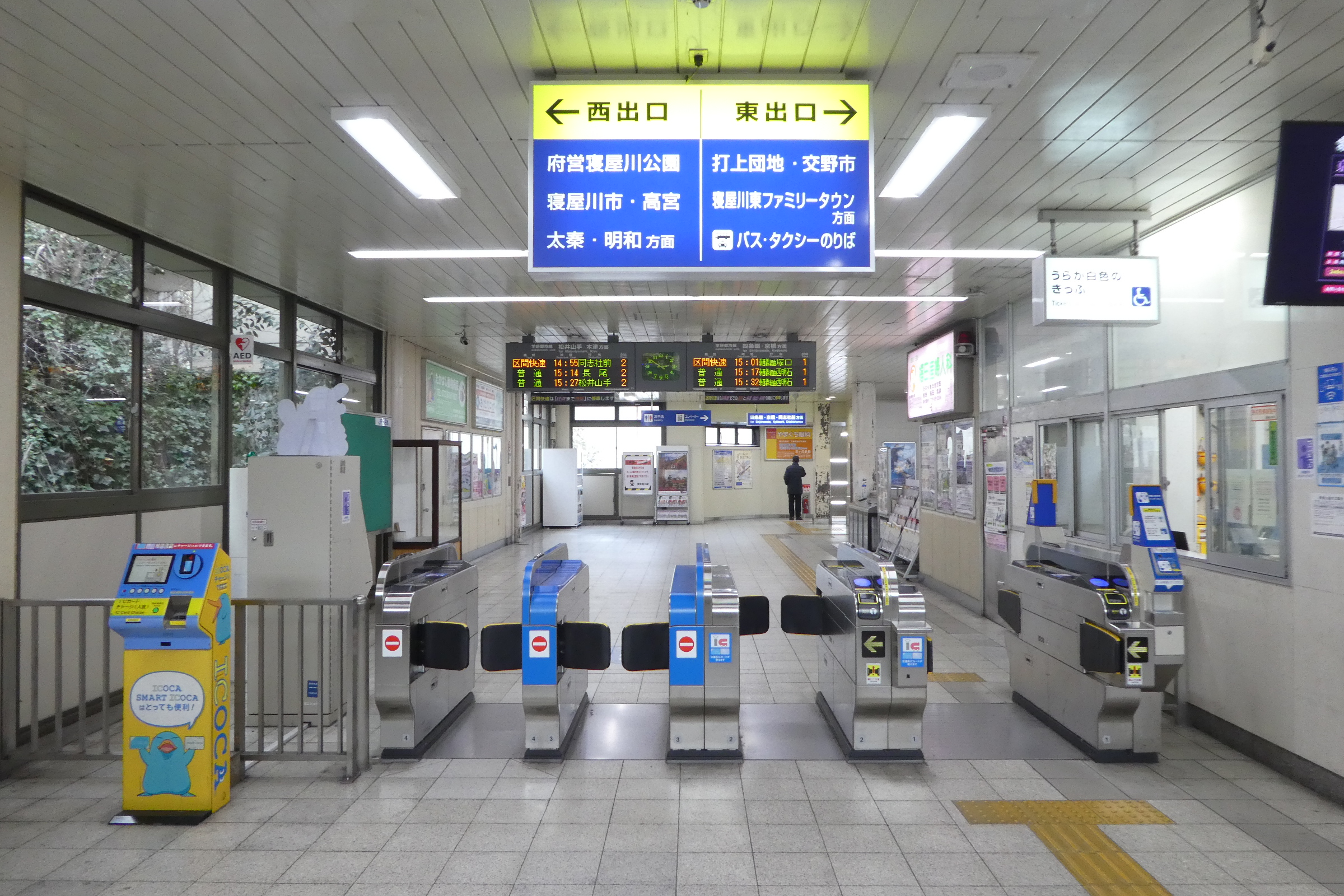
改札口（2019年1月）
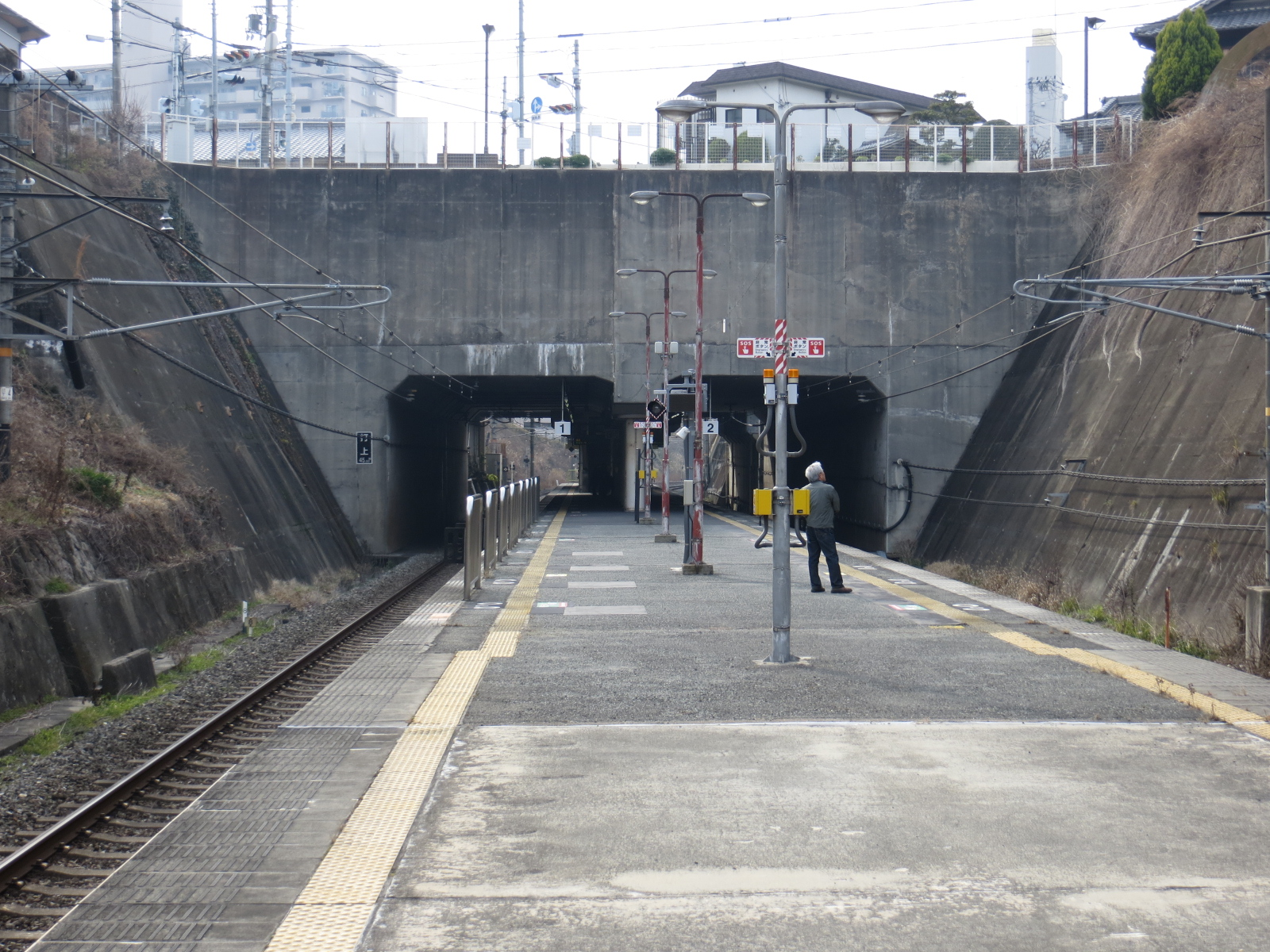
ホームと打上トンネル（2013年1月）

## 利用状況
2023年（令和5年）度の一日平均乗車人員は4,065人である。
各年度の1日の平均乗車人員は以下の通りである。
| 年度               | 1日平均 乗車人員 | 出典          |
| ------------------ | ---------------- | ------------- |
| 1988年（昭和63年） | 3,496            | [ 大阪府 1 ]  |
| 1989年（平成元年） | 3,749            | [ 大阪府 1 ]  |
| 1990年（平成02年） | 3,948            | [ 大阪府 2 ]  |
| 1991年（平成03年） | 4,158            | [ 大阪府 3 ]  |
| 1992年（平成04年） | 4,533            | [ 大阪府 4 ]  |
| 1993年（平成05年） | 4,651            | [ 大阪府 5 ]  |
| 1994年（平成06年） | 4,697            | [ 大阪府 6 ]  |
| 1995年（平成07年） | 4,785            | [ 大阪府 7 ]  |
| 1996年（平成08年） | 4,940            | [ 大阪府 8 ]  |
| 1997年（平成09年） | 5,242            | [ 大阪府 9 ]  |
| 1998年（平成10年） | 5,348            | [ 大阪府 10 ] |
| 1999年（平成11年） | 5,326            | [ 大阪府 11 ] |
| 2000年（平成12年） | 5,361            | [ 大阪府 12 ] |
| 2001年（平成13年） | 5,317            | [ 大阪府 13 ] |
| 2002年（平成14年） | 5,000            | [ 大阪府 14 ] |
| 2003年（平成15年） | 4,978            | [ 大阪府 15 ] |
| 2004年（平成16年） | 4,933            | [ 大阪府 16 ] |
| 2005年（平成17年） | 4,974            | [ 大阪府 17 ] |
| 2006年（平成18年） | 4,988            | [ 大阪府 18 ] |
| 2007年（平成19年） | 4,972            | [ 大阪府 19 ] |
| 2008年（平成20年） | 4,992            | [ 大阪府 20 ] |
| 2009年（平成21年） | 4,862            | [ 大阪府 21 ] |
| 2010年（平成22年） | 4,822            | [ 大阪府 22 ] |
| 2011年（平成23年） | 4,808            | [ 大阪府 23 ] |
| 2012年（平成24年） | 4,791            | [ 大阪府 24 ] |
| 2013年（平成25年） | 4,764            | [ 大阪府 25 ] |
| 2014年（平成26年） | 4,552            | [ 大阪府 26 ] |
| 2015年（平成27年） | 4,622            | [ 大阪府 27 ] |
| 2016年（平成28年） | 4,610            | [ 大阪府 28 ] |
| 2017年（平成29年） | 4,605            | [ 大阪府 29 ] |
| 2018年（平成30年） | 4,540            | [ 大阪府 30 ] |
| 2019年（令和元年） | 4,381            | [ 大阪府 31 ] |
| 2020年（令和02年） | 3,559            | [ 大阪府 32 ] |
| 2021年（令和03年） | 3,651            | [ 大阪府 33 ] |
| 2022年（令和04年） | 4,004            | [ 大阪府 34 ] |
| 2023年（令和05年） | 4,065            | [ 大阪府 35 ] |

## 駅周辺

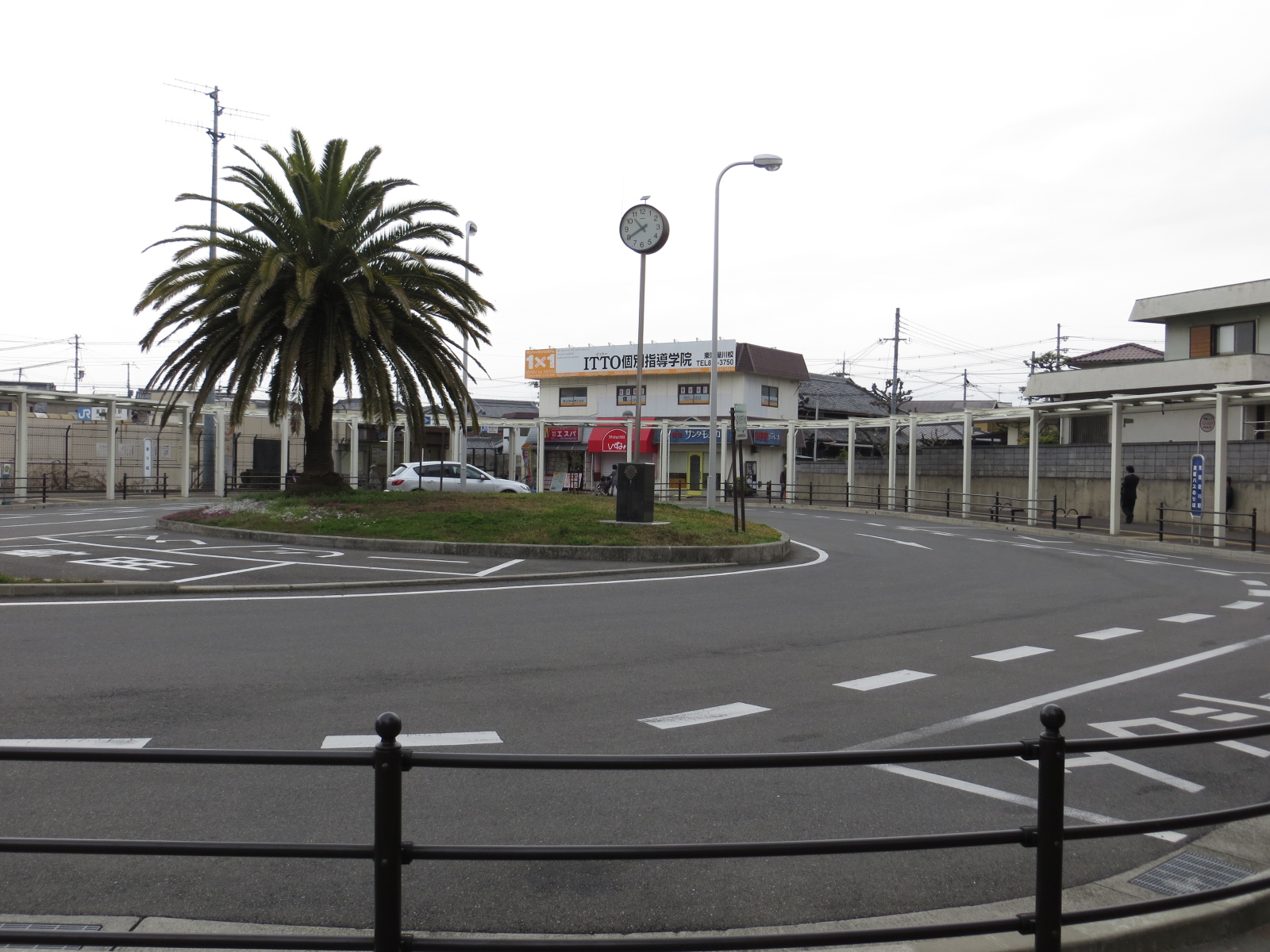
駅前広場

- 寝屋川公園 - 陸上競技場、野球場、テニスコート等がある府営公園。
- 大阪複十字病院
- 石宝殿古墳（高良神社）
- 寝屋川市立望が丘小学校・中学校
- 東シティ・ステーション（寝屋川市役所東支所）
- 寝屋川市立埋蔵文化財資料館

## バス路線
駅前広場に京阪バスの路線が乗り入れる。のりばは1つのみで、本数も多くなく終日全系統合わせて1時間に1〜3本のみの発着である。全て交野営業所の管轄。
停留所名は「寝屋川公園駅」。
| 路線名       | 系統・行先                    | 備考                                                      |
| ------------ | ----------------------------- | --------------------------------------------------------- |
| 高宮四条畷線 | 34号経路：寝屋川市駅（東口）  | 高倉・高宮口経由、土休日1本のみ                           |
| 高宮四条畷線 | 36号経路：寝屋川市駅（東口）  | 太秦住宅経由、日中数本のみ                                |
| 星田線       | 41B号経路：寝屋川市駅（東口） | ビバモール寝屋川・秦公民館前経由                          |
| 星田線       | 41B号経路：梅が丘             | 1日2本のみ                                                |
| 星田線       | 47B号経路：寝屋川市駅（東口） | ビバモール寝屋川・観音橋経由、朝夕（土休日は夕方2本）のみ |

## 隣の駅
西日本旅客鉄道（JR西日本）
 学研都市線（片町線）
■快速
通過
■区間快速・■普通
星田駅 (JR-H31) - 寝屋川公園駅 (JR-H32) - 忍ケ丘駅 (JR-H33)

### 記事本文

### 利用状況の出典
1. ↑  大阪府統計年鑑 - 大阪府
2. ↑  寝屋川市統計書

大阪府統計年鑑
1. 1 2  大阪府統計年鑑（平成2年） (PDF)
2. ↑  大阪府統計年鑑（平成3年） (PDF)
3. ↑  大阪府統計年鑑（平成4年） (PDF)
4. ↑  大阪府統計年鑑（平成5年） (PDF)
5. ↑  大阪府統計年鑑（平成6年） (PDF)
6. ↑  大阪府統計年鑑（平成7年） (PDF)
7. ↑  大阪府統計年鑑（平成8年） (PDF)
8. ↑  大阪府統計年鑑（平成9年） (PDF)
9. ↑  大阪府統計年鑑（平成10年） (PDF)
10. ↑  大阪府統計年鑑（平成11年） (PDF)
11. ↑  大阪府統計年鑑（平成12年） (PDF)
12. ↑  大阪府統計年鑑（平成13年） (PDF)
13. ↑  大阪府統計年鑑（平成14年） (PDF)
14. ↑  大阪府統計年鑑（平成15年） (PDF)
15. ↑  大阪府統計年鑑（平成16年） (PDF)
16. ↑  大阪府統計年鑑（平成17年） (PDF)
17. ↑  大阪府統計年鑑（平成18年） (PDF)
18. ↑  大阪府統計年鑑（平成19年） (PDF)
19. ↑  大阪府統計年鑑（平成20年） (PDF)
20. ↑  大阪府統計年鑑（平成21年） (PDF)
21. ↑  大阪府統計年鑑（平成22年） (PDF)
22. ↑  大阪府統計年鑑（平成23年） (PDF)
23. ↑  大阪府統計年鑑（平成24年） (PDF)
24. ↑  大阪府統計年鑑（平成25年） (PDF)
25. ↑  大阪府統計年鑑（平成26年） (PDF)
26. ↑  大阪府統計年鑑（平成27年） (PDF)
27. ↑  大阪府統計年鑑（平成28年） (PDF)
28. ↑  大阪府統計年鑑（平成29年） (PDF)
29. ↑  大阪府統計年鑑（平成30年） (PDF)
30. ↑  大阪府統計年鑑（令和元年） (PDF)
31. ↑  大阪府統計年鑑（令和2年） (PDF)
32. ↑  大阪府統計年鑑（令和3年） (PDF)
33. ↑  大阪府統計年鑑（令和4年） (PDF)
34. ↑  大阪府統計年鑑（令和5年） (PDF)
35. ↑  大阪府統計年鑑（令和6年） (PDF)